# دانیل آمن
دانیل گرگوری آمن (انگلیسی: Daniel Gregory Amen) (زاده ۱۹ ژوئیه ۱۹۵۴) یک پزشک مشهور آمریکایی است که به عنوان یک روان‌پزشک و متخصص اختلالات مغزی فعالیت می‌کند. او بنیانگذار و مدیر اجرایی (مدیر عامل) کلینیک آمن است. او همچنین بنیانگذار Change Your Brain Foundation, BrainMD و دانشگاه آمن است. مجله Discover تحقیقات آمن در مورد PTSD و آسیب مغزی تروماتیک (TBI) را به عنوان یکی از ۱۰۰ داستان علمی برتر سال ۲۰۱۵ شناسایی کرد. او دوازده بار نویسنده پرفروش نیویورک تایمز در سال ۲۰۲۳ است.
آمن کسب و کار سودآوری را پیرامون استفاده از تصویربرداری SPECT (توموگرافی کامپیوتری با گسیل تک فوتونی) برای اهداف تشخیصی ایجاد کرده است. بازاریابی او از اسکن‌های SPECT و بسیاری از آنچه که او در مورد مغز و سلامت در کتاب‌هایش، حضور در رسانه‌ها، و بازاریابی کلینیک‌هایش می‌گوید، توسط دانشمندان و پزشکان به عنوان فاقد اعتبار علمی و غیراخلاقی محکوم شده است، به خصوص که روش SPECT است. استفاده شده در کلینیک‌های خود، مردم را در معرض تشعشعات مضر بدون هیچ فایده واضحی قرار می‌دهد.
آمن آسیب‌های مغزی را که بر ورزشکاران حرفه‌ای تأثیر می‌گذارد مطالعه کرده است و در مورد مسائل پس از ضربه مغزی برای لیگ ملی فوتبال مشورت کرده است.